# Palazzo delle Logge (Monterotondo Marittimo)
Il Palazzo delle Logge è un edificio situato a Monterotondo Marittimo, nella provincia di Grosseto, in Toscana.

## Storia
Per la mancanza di fonti non è possibile definire con certezza la data di costruzione e l'uso di questo palazzo. La tesi più accreditata è quella che il palazzo sia stato costruito nei primi decenni del XIX secolo secondo i gusti neorinascimentali tipici di quel periodo. Inoltre si pensa che l'edificio servisse la funzione di ufficio pubblico, e la presenza di una grata fa supporre che svolgesse il compito di un'esattoria.

## Descrizione
L'edificio presenta a piano terra un caratteristico loggiato, da cui prende il nome il palazzo, sorretto da colonne in pietra serena con capitelli dorici.